# Anthony Neely
 (décembre 2023).
Pour les articles homonymes, voir Neely.
Anthony Neely (chinois : 倪安東 ; pinyin : ní ān dōng), né le 20 mai 1986 à Millbrae, est un chanteur américain bilingue (anglais / mandarin) de Mandopop.

## Biographie

### Début
Anthony Neely est né d'une mère taïwanaise et d'un père américain. Il a grandi dans la région de la baie de San Francisco dans la banlieue de Millbrae. En 2004, il a été diplômé de Burlingame High School. Il a été diplômé de l'université de Californie et a étudié la psychologie et le théâtre. En 2009, Anthony participe à la 5e saison du célèbre concours de chant, One Million Star. Il fut également le premier dans l'histoire de la télé-réalité à marquer un record de 33 sur 25 points,.

## Filmographie

### Cinéma

#### Films
- 2012 : The Soul of the Bread : Brad
- 2013 : Faithball : Coach Ming-Lung, Keng

#### Films d'animations
- 2010 : Alvin et les Chipmunks 2 : Alvin

## Discographie

### OST
- 2012 : The Soul of the Bread OST

- You are my baby (feat. Chen Han-tien)
- 2012 : Absolute Boyfriend OST

- Afterwards
- 2013 : Faithball OST